# Unlocker
Unlocker是Microsoft Windows上一个可以跟踪和解除计算机文件文件锁定保护的工具。它的主要用途是终止正在使用某文件的进程，或迫使进程停止使用该文件。这样用户就可以安全地删除、重命名或移动文件。软件由法国程序员Cedrick 'Nitch' Collomb编写。

## 历史
软件首个版本后的更新主要是Bug的修复，安装程序、图形用户界面（GUI）和源代码也有一些改进。1.0 版只支持英语，而现在Unlocker支持40多种语言。

## 功能
Unlocker是一个图形化的应用程序，同时也提供命令行访问方式。它可以卸载动态链接库（DLL）、终止进程，以及强迫进程停止使用某个文件（这个功能在软件中被称为“Unlocker”（解锁））。软件也有便捷式版本。
除了Unlocker外，也有与Unlocker功能类似的其他软件。